# 城川原駅
城川原駅（じょうがわらえき）は、富山県富山市城川原3丁目にある、富山地方鉄道富山港線の駅である。駅番号はC33。

## 歴史

富岩鉄道線開業を報ずる新聞。当駅構内車庫の写真が掲載されている。

- 1924年（大正13年）7月23日：富岩鉄道富山口駅 - 岩瀬港駅（現在の岩瀬浜駅）間開通と同時に開業し、旅客の取扱を開始する[2][3]。当駅には駅舎、ホーム、便所及び側線等の設備のほか、富岩鉄道線の基地として車庫、変電所及び詰所等が設置された[4]。
- 1927年（昭和2年）12月15日：貨物の取扱を開始する[5]。
- 1941年（昭和16年）12月1日：富岩鉄道の富山電気鉄道への路線譲渡により同社富岩線の駅となる[6]。
- 1943年（昭和18年）
  - 1月1日：富山電気鉄道の富山地方鉄道への改称により、同社富岩線の駅となる[7]。
  - 6月1日：富山地方鉄道富岩線の国有化により、鉄道省（国鉄）富山港線の駅となる[8]。一般駅であるが、集貨及び配達は行わない[8]。
- 1948年（昭和23年）3月：駅舎を新築する[9]。
- 1955年（昭和30年）1月16日：当駅構内に富山運輸区を設置する[10]。
- 1963年（昭和38年）1月1日：貨物の取扱を廃止する[11]。
- 1967年（昭和42年）3月6日：富山運輸区を廃止する[10]。
- 1974年（昭和49年）10月1日：旅客及び荷物を取扱う駅となる[12]。
- 1984年（昭和59年）2月1日：荷物の取扱を廃止する[13]。
- 1985年（昭和60年）3月：富山港線における旧型国電の運用廃止に伴い、同線における電車運行を担当していた富山第一機関区城川原派出所を廃止し、北陸本線と機能を一体化する[14]。
- 1987年（昭和62年）4月1日：国鉄分割民営化により、西日本旅客鉄道（JR西日本）の駅となる[3]。
- 2005年（平成17年）8月：富山ライトレール本社社屋兼運転管理所や車両基地の建設に着手する[15][16]。
- 2006年（平成18年）
  - 3月1日：西日本旅客鉄道（JR西日本）の駅としては廃止となる[6]。また、当駅隣接地に建設中であった富山ライトレールの本社及び運転管理所が竣工し、車両基地と共に公開される[17]。
  - 3月23日：当駅構内車両基地にTLR0600形電車の搬入が開始される[18]。
  - 4月29日：富山ライトレールの駅として再開業する[6]。
- 2020年（令和2年）2月22日 - 富山ライトレールが富山地方鉄道に吸収合併されることに伴い、再び富山地方鉄道の駅となる[19][20]。

## 駅構造

### LRT化後
相対式ホーム2面2線の地上駅である。構内の車庫に通ずる引込線を有するほか、1番線南側に一本の側線を有する。列車が車庫に入る場合には、入換信号機により進入する。
下記のように国鉄時代の1985年（昭和60年）3月以前には富山第一機関区城川原派出所が置かれ、当駅が富山港線の車両基地となっていたが、北陸本線との機能一体化によって廃止されていた。しかし、富山港線の路面電車化計画が具体化していった2004年（平成16年）に富山ライトレールの本社社屋や車庫が当駅に設置されることが決定し、2005年（平成17年）8月より着工、2006年（平成18年）3月1日に本社兼運転管理所等が竣工し、3月23日からは車両基地への列車搬入が開始された。
本社兼運転管理所は鉄骨2階建て延べ464平米、1階には本社事務所、待合室、制禦盤室及び司令・点呼室の設備を有し、2階には休憩室や仮眠室が整備されている。車両基地には4編成分の列車が収容が可能であり、修理・点検ができる設備のほか、整備員の詰所や倉庫を備えている。これら設備の建設費は3億3,180万円であった。
富山地方鉄道に吸収合併された後の旧本社兼運転管理所には、南富山運転区城川原管理所が開設された。

#### のりば
| のりば | 路線      | 方向 | 行先       |
| ------ | --------- | ---- | ---------- |
| 1      | ■富山港線 | 下り | 岩瀬浜方面 |
| 2      | ■富山港線 | 上り | 富山駅方面 |

付記事項
- 線路間は構内踏切で結ばれている。

### 普通鉄道当時
相対式ホーム2面2線の地上駅であった。富山港線における唯一の交換可能駅であった。
1924年（大正13年）7月23日に富岩鉄道の駅として開業した当時から富岩鉄道線の基地として車庫、変電所及び詰所等が設置されており、国有化後の1955年（昭和30年）1月16日には富山運輸区が設置された。運輸区というのは、多数線区の集合体である国鉄線において画一的経営を排し、閑散線区の合理化を図るため、その対象線区の経営管理を職掌し、国鉄全体の経営改善に資するという目的によって設置された現業機関であって、各運輸区毎に担当する業務は異なっていたが、富山運輸区においては富山港線における旅客、荷物及び貨物輸送や各種設備の運用・整備・保守等を担当業務としていた。また、一般に運輸区の設置された線区に属する駅においては駅員配置駅であっても駅長を置かずに、運輸区より運輸区助役を派遣し駐在させていたが、富山運輸区においては機関区支区や変電区、電力区の配電分区をも運輸区に所属せしめ、これらの職場の担当者として駅の場合と同じく運輸区助役を派遣している。
この富山運輸区は1967年（昭和42年）3月6日に一応の成果を収めたとされ廃止されたが、その後も当駅には富山第一機関区城川原派出所が置かれ、富山港線において運用される列車の車両基地となっていた。しかし、国鉄の経営合理化によってこれらの機能が北陸本線と一体化されることが決定すると、1985年（昭和60年）3月に富山港線において運用されていた国鉄72系電車の国鉄475系電車への置換と同時に城川原派出所は廃止された。

#### のりば
| のりば | 路線      | 方向 | 行先       |
| ------ | --------- | ---- | ---------- |
| 駅舎側 | ■富山港線 | 下り | 岩瀬浜方面 |
| 反対側 | ■富山港線 | 上り | 富山方面   |

付記事項
- 国鉄・JR西日本時代はのりば番号の設定が無かった。
- 線路間は構内踏切で結ばれていたが、その位置は現在とは異なる。

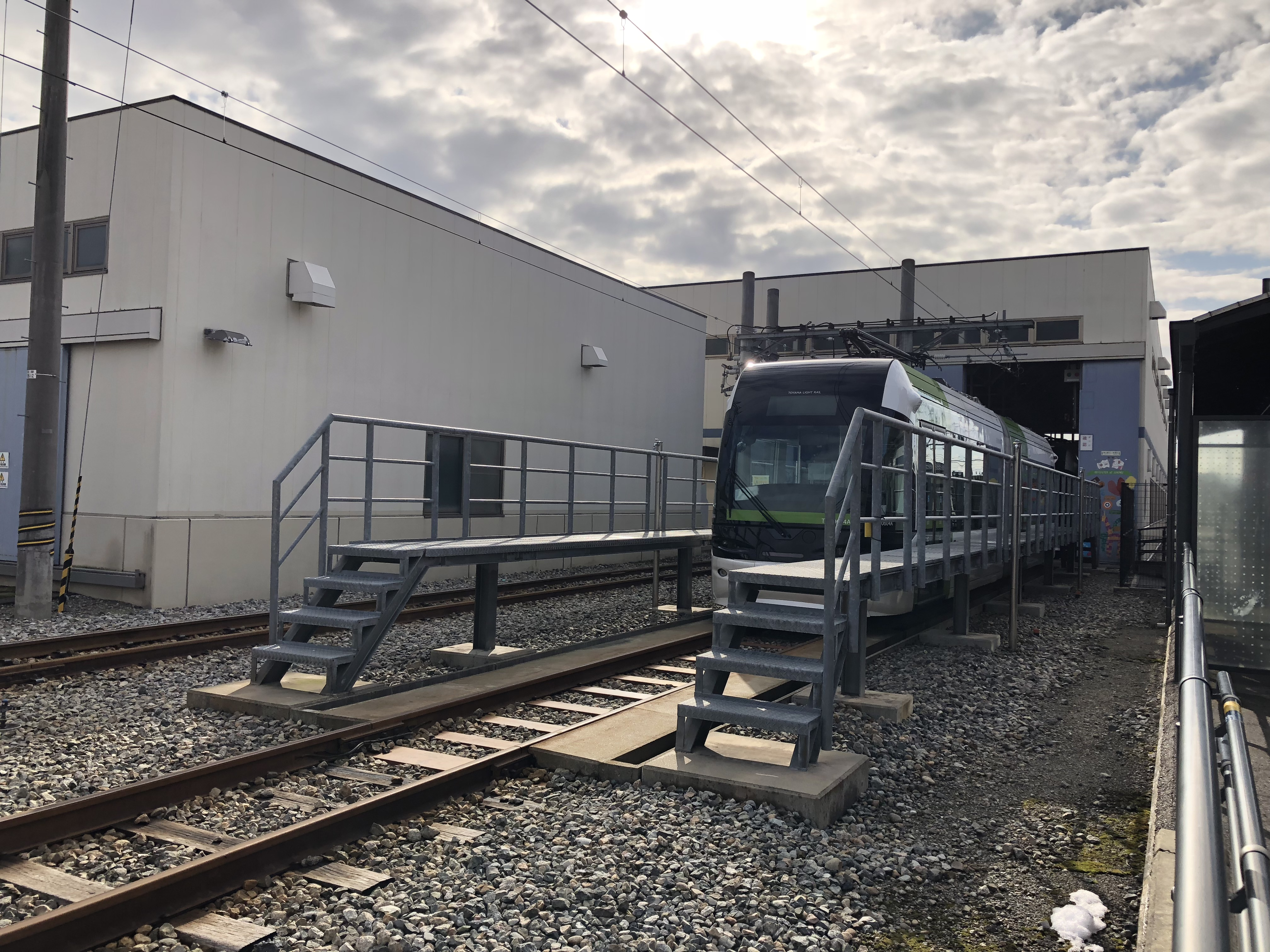
車庫（2018年1月）
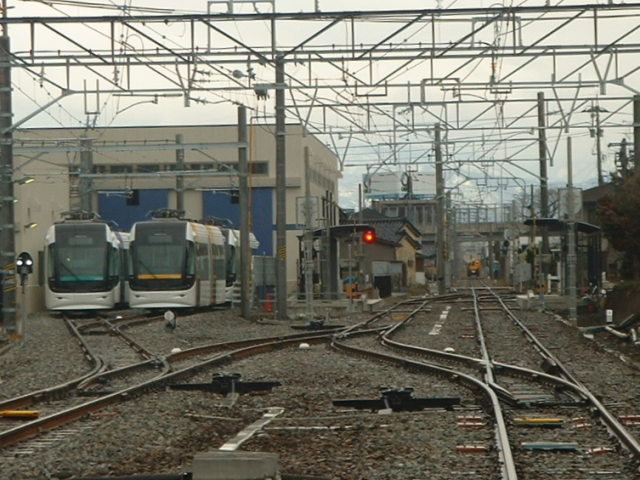
工事が進む城川原駅構内（2006年4月）
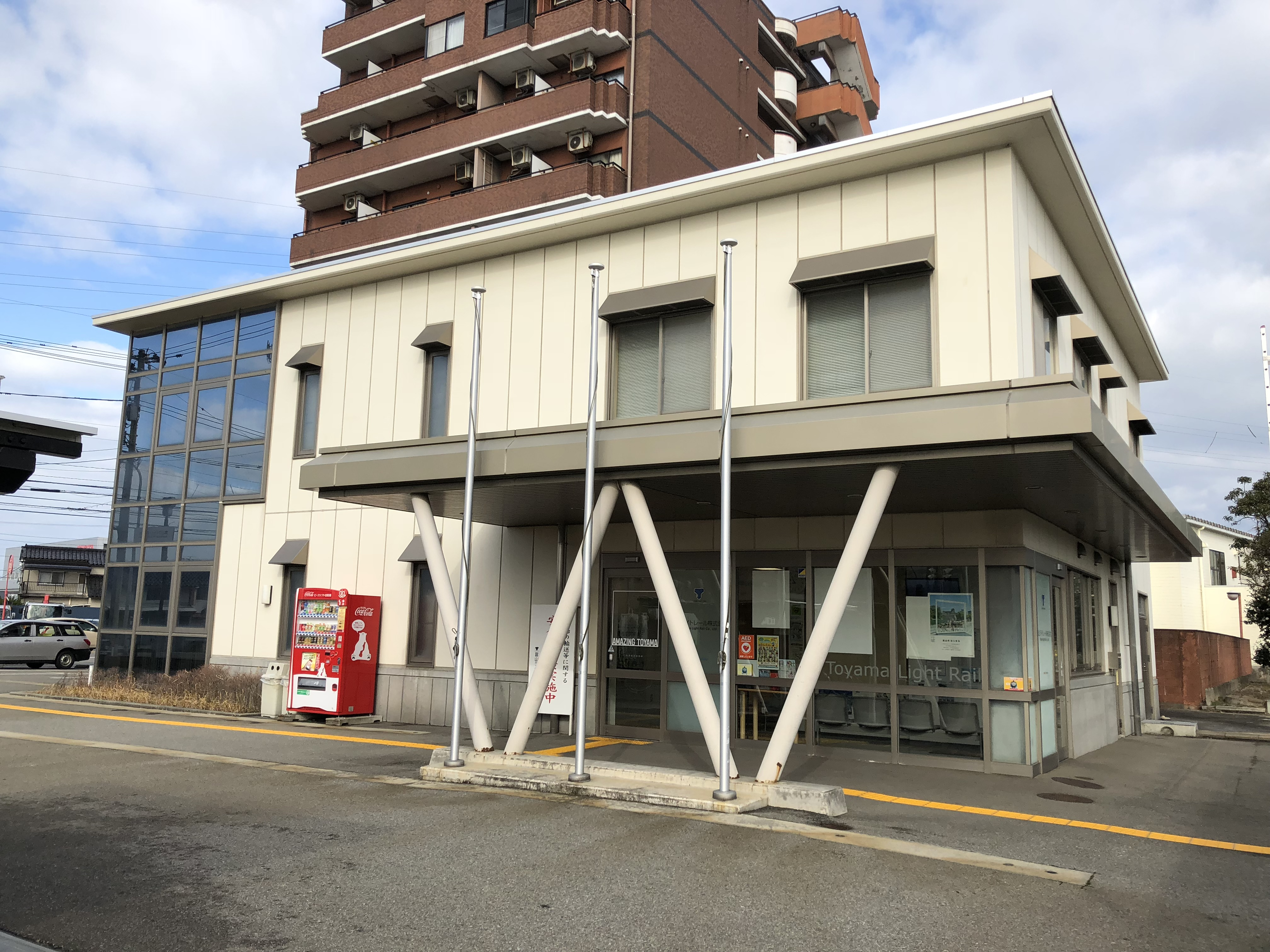
富山ライトレール本社社屋（2018年1月）
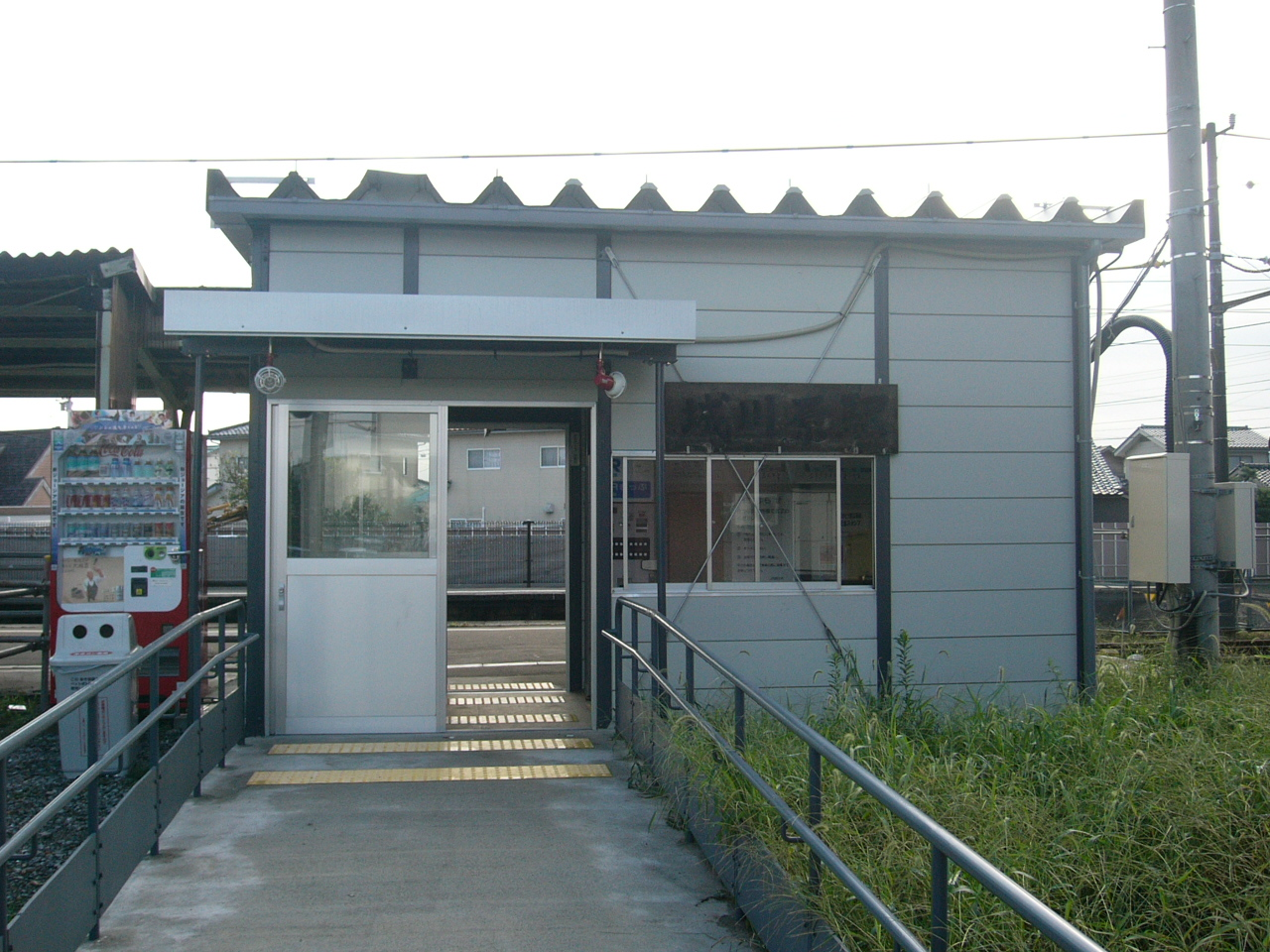
JR時代の城川原駅（仮設駅舎・2005年10月）

## 利用状況
『富山県統計年鑑』によると、当駅における各年度の一日平均乗車人員は以下の通りであった。
統計を見る限り、緩やかなV字回復となっている。
| 年度   | 1日平均 乗車人員 |
| ------ | ---------------- |
| 1997年 | 362              |
| 1998年 | 351              |
| 1999年 | 350              |
| 2000年 | 334              |
| 2001年 | 309              |
| 2002年 | 276              |
| 2003年 | 266              |
| 2004年 | 261              |
| 2005年 | 262              |

近年の1日平均乗降人員は以下の通り。
| 年度   | 1日平均 乗降人員 |
| ------ | ---------------- |
| 2013年 | 250              |
| 2014年 | 220              |
| 2015年 | 233              |
| 2016年 | 250              |
| 2017年 | 330              |
| 2018年 | 363              |

## 駅周辺
- 富山地方鉄道南富山運転区城川原管理所（旧富山ライトレール本社）
- 中島大橋（国道8号）

## 隣の駅
富山地方鉄道
■富山港線
越中中島駅 (C32) - 城川原駅 (C33) - 犬島新町駅 (C34)